# معركة مرج راهط (64 هـ)
مَعْرَكَة مَرْج رَاهِط هي معركة دارت بين مروان بن الحكم - الذي بايعه أهل بلاد الشام - حيث بايعه أهل دمشق و أهل الأردن -  و بين الضحاك بن قيس - الذي كان يَدعو لبيعة ابن الزبير سراً - على أرض «مرج راهط»، وقد استغرقت المعركة 20 يوماً وانتهت بنصر مروان بن الحكم في عام 64 هـ (683م). كان لهذه المعركة دورٌ هام في استتباب أمور الدولة الأموية لمروان بن الحكم والقضاء على خصمه عبد الله بن الزبير، وذلك ليُصبح لاحقاً الخليفة.

## الخلفية التاريخية
بعد مبايعة أهل الشام لمروان، قرر أن يَسير إلى ابن الزبير وأن يُبايعه على الخلافة، لكن عندما سمعَ ابن زياد بهذا أتى من العراق وقال لمروان: «قد استحييت لك ذلك، أنت كبير قريش تمضي إلى ابن خُبيب (يَقصد ابن الزبير) فتبايعه»، فرد مروان: «ما فات شيء بعد» (أي أنه «لم يَفت الأوان بعد»)، فجمع بني أمية وحلفاءهم وقرر السير إلى الضحاك بن قيس لمحاربته، والذي كان أهل دمشق قد بايعوه على إطاعته. سار مروان بن الحكم إلى مرج راهط ومعه ألف فارس من أهل اليمن ومن قبائل كلب وغسان وغيرها، بينما استعان الضحاك بن قيس بالنعمان بن بشير (أمير حمص) وزفر بن حارث (أمير قنسرين) و«ناتل بن قيس» (أمير فلسطين)، فجمعهم واتجه هو الآخر إلى مرج راهط لخوض المعركة. لكن في هذه الأثناء التي كانت تسير فيها جيوش كلا الطرفين إلى مرج راهط، أرسل مروان «يزيد بن أبي الغمس الغساني» إلى دمشق حيث هزم حامية الضحاك وسيطر على بيت المال وأرسل إلى مروان مدداً من أموال وسلاح ورجال دمشق.

## المعركة
بين عامي 64 هـ (684م) و65 هـ التقى جيشا مروان بن الحكم والضحاك بن قيس على أرض مرج راهط، واشتبكا في قتال قوي استمر لعشرين يوماً انتهى بقتل الضحاك (على يد «دحية بن عبد الله») وثمانين رجلاً آخر من أشراف دمشق الذين كانوا يُقاتلون معه، وقد قتل عدد كبير من جنوده أيضاً. لكن بالرغم من هذا فقد انزعج مروان عند رؤيته لرأس الضحاك وقال: «الآن حين كبرت سني ودق عظْمي وصرت في مثل ظمء الحمار أقبلت بالكتائب أضرب بعضها ببعض!». عندما سَمع النعمان بن بشير في حمص بما حدث حزم أغراضه وهرب منها ومعه زوجته وأولاده، لكن في اليوم التالي عندما اكتشف هربه خرج أهل حمص باحثين عنه، وقد عُثر عليه وقتل في النهاية، ومع هذا فقد استطاع زفر وناتل (أميرا قنسرين وفلسطين) الهرب والنجاة.
هناك خلاف بين الناس حول تاريخ هذه المعركة، حيث يَقول البعض أنها كانت في شهر محرم عام 65 هـ، بينما يَقول آخرون أنها وقعت في أواخر عام 64 هـ، ولا يُوجد دليل على تاريخها الحقيقي.
قال الشاعر عدي بن الرقاع العاملي في هذة المعركة: